# Francisco Rizi

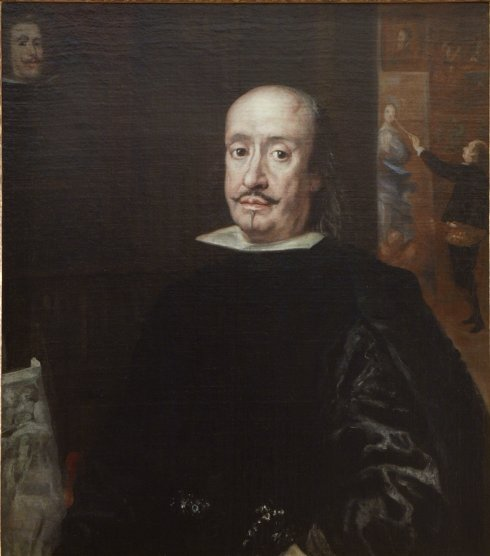
Isidoro Arredondo, El pintor Francisco Rizi, óleo sobre lienzo, 89,5 x 79 cm, Oviedo, Museo de Bellas Artes de Asturias (anteriormente considerado autorretrato de Juan Carreño de Miranda).

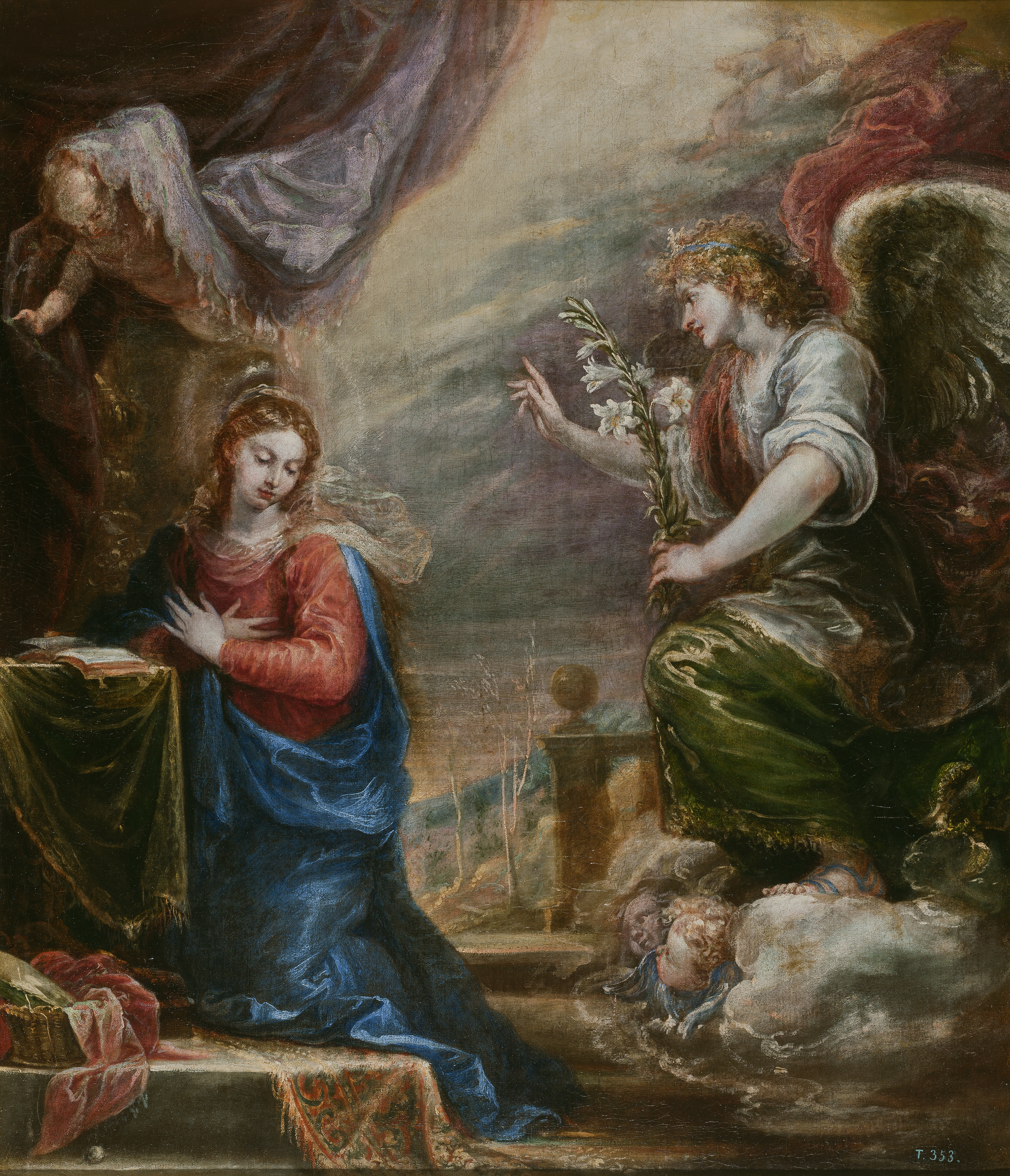
La Anunciación, óleo sobre lienzo, 112 x 96 cm, Madrid, Museo del Prado. Trabajada con pincelada deshecha y rico sentido del color, es obra característica del estilo maduro del pintor.

Francisco Rizi de Guevara (Madrid, 1614-San Lorenzo de El Escorial, 1685) fue un pintor barroco español, hijo de Antonio Ricci, artista italiano llegado a España para trabajar en la decoración del monasterio de El Escorial bajo las órdenes de Federico Zuccaro, y hermano del también pintor fray Juan Andrés Rizi.
Pintor de su majestad y director de las representaciones teatrales del Buen Retiro, fue, según Antonio Palomino, aprendiz de Vicente Carducho y de los más destacados. Este aprendizaje se manifiesta en algunas de sus primeras obras aunque muy pronto se distanció del maestro por su fuerte sentido del dinamismo, la pincelada deshecha y la arrebatada expresividad gestual, rasgos de opulento barroquismo que serán notas características de la llamada escuela madrileña de pintura de la segunda mitad del siglo XVII, de la que él mismo fue uno de los principales representantes y maestro de otros destacados componentes de ella, como Claudio Coello, José Antolínez o Juan Antonio Frías y Escalante.
Pintor de extraordinaria fecundidad y facilidad para la invención, de lo que son testimonio los grandes lienzos de altar que pintó en elevado número, cuenta Palomino que nunca rectificaba una obra porque, decía, «sería nunca acabar», además de que «tanto importaba saber pintar, como el saber ganar de comer».

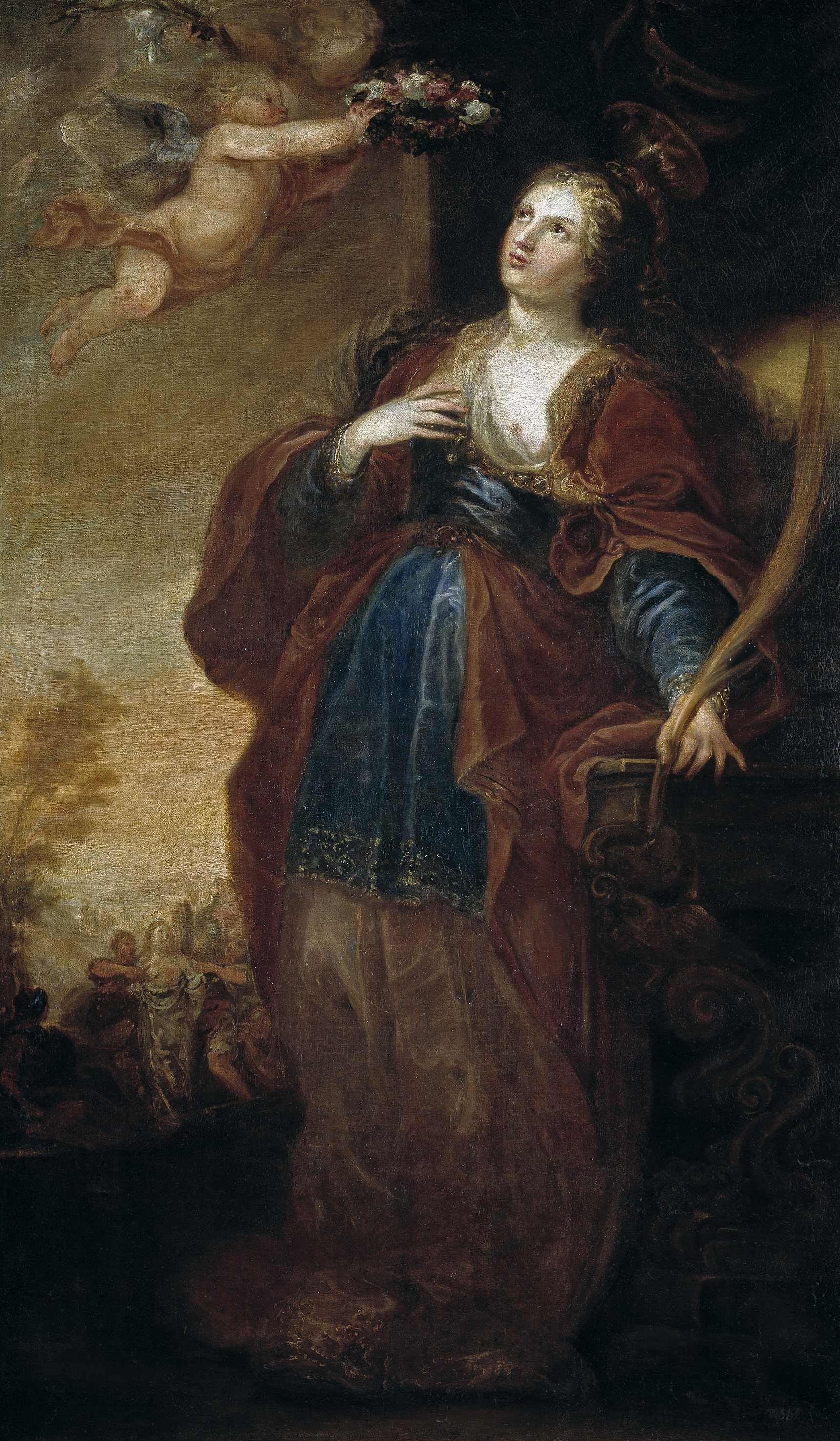
Santa Águeda, óleo sobre lienzo, 184 x 108 cm, Madrid, Museo del Prado, en depósito en Oviedo, Museo de Bellas Artes de Asturias.

## Biografía

### Primeros años
Último de los once hijos de Antonio Ricci y Gabriela Guevara, nació en Madrid el 9 de abril de 1614. Su formación en el taller de Vicente Carducho, según trasmiten los testimonios literarios, y no en el de su padre, que en sus últimos años aparece ocupado en tareas ajenas a la pintura, se confirma por el estilo de sus primeras obras conocidas. La primera de ellas, la Familia de la Virgen o Santa Parentela de colección privada madrileña es, en este sentido, obra muy significativa por la proximidad al estilo de Carducho, tanto en la composición como en los tipos humanos. La obra, no obstante ese carácter estrictamente carduchesco, se ha podido documentar a nombre de Rizi, que contrató con un Francisco Manuel, presbítero, la pintura de una «parentela de Nuestro Señor» —un tema de origen nórdico muy poco común en España— que debía entregar para la Navidad de 1640 conforme a un dibujo proporcionado por el propio Rizi que se conserva en la Biblioteca de Palacio.
Debido probablemente a la influencia de Carducho, Francisco Rizi tuvo la oportunidad de trabajar tempranamente para la corte en la decoración del Salón dorado, también llamado De las comedias, del Real Alcázar de Madrid, en el que trabajó en 1639. Sin embargo, su principal ocupación a lo largo de toda su carrera serán las grandes pinturas de altar para la Iglesia, desarrollando en este campo una ingente producción en la que dio buena muestra de su gusto por lo decorativo y espectacular. Es lo que se manifiesta en la que es cronológicamente su segunda pintura conocida: la Adoración de los Reyes de la catedral de Toledo, fechada en 1645. El agitado movimiento de las vestiduras de los pajecillos, la pincelada pastosa y la vibración del color revelan las influencias de Rubens y de la pintura veneciana que pudo conocer en palacio, con las que se irá distanciando de los modelos de su maestro.

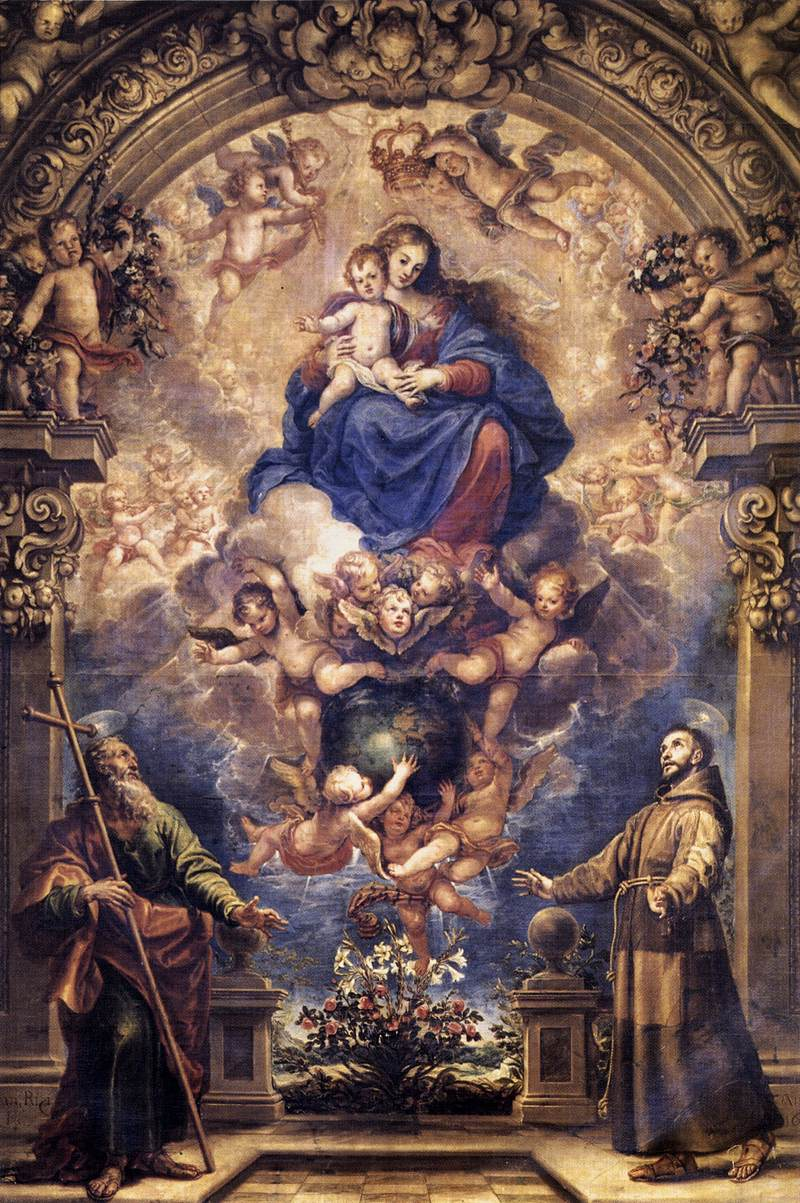
La Virgen con el Niño, San Felipe y San Francisco, 1650, El Pardo, Convento de los Padres Capuchinos.

De 1646 es el San Andrés del Museo Nacional del Prado, destinado probablemente a un altar colateral de la desaparecida iglesia del Salvador de Madrid, en el que conjugaba ya el sentido del orden aprendido de su maestro —del que es ejemplo la figura monumental del santo llenando el primer plano—, con el nuevo gusto por el movimiento y la vibración del color que se advierte en la lejanía, donde se desarrolla el tema del martirio, un esquema que repetirá en la más avanzada Santa Águeda del mismo museo, procedente del también desaparecido convento de los Trinitarios Calzados de Madrid. Composición ordenada y pincelada centelleante son también notas características del gran cuadro de altar de la Virgen en gloria con san Felipe y san Francisco, lienzo pintado para los capuchinos de El Pardo, donde aún se conserva, firmado en 1650. El arco ilusionista que enmarca la escena como si de un proscenio teatral se tratase y la profunda perspectiva hacen de este altar de aparato el «primer retablo del barroco pleno pintado en España», según Jonathan Brown, aunque el dibujo de las figuras principales es todavía firme y preciso conforme a lo aprendido de Carducho. Solo un año después pintó para el convento de los Capuchinos de la Paciencia de Madrid el Expolio de Cristo (Museo del Prado, depositado en la Catedral de la Almudena), una de sus pinturas más ambiciosas y monumentales. Caracterizada por Palomino como obra «que mueve a gran ternura y devoción», en la que triunfa ya plenamente el decorativismo de raíz rubeniana, podría haberse inspirado para las figuras de los sayones en el Prendimiento de Anton van Dyck adquirido para Felipe IV en la testamentaría de Rubens y llegado a Madrid poco antes. Para este mismo lugar pintó una Inmaculada (Museo del Prado), inspirada en modelos de José de Ribera, y el lienzo de los Agravios que habrían infligido unos criptojudíos a un crucifijo, suceso que tuvo amplia repercusión en Madrid y estuvo en el origen de la construcción del citado convento como desagravio sobre el mismo solar de la calle de las Infantas que habían ocupado las casas del licenciado Parquero, en las que habría tenido lugar la profanación.
Obras tempranas, aunque de datación incierta, han de ser los lienzos de los Desposorios místicos de santa Catalina y del Martirio de san Ignacio de Antioquía pintados para servir de altares colaterales en el crucero de la iglesia del Noviciado de los jesuitas en la calle de San Bernardo, conservados en la Biblioteca Histórica «Marqués de Valdecilla». La influencia de Carducho es en ellos aún patente, como también las sugerencias rubenianas y la utilización de grabados de procedencia diversa en la composición.

### Trabajos para laEntradaen Madrid de Mariana de Austria

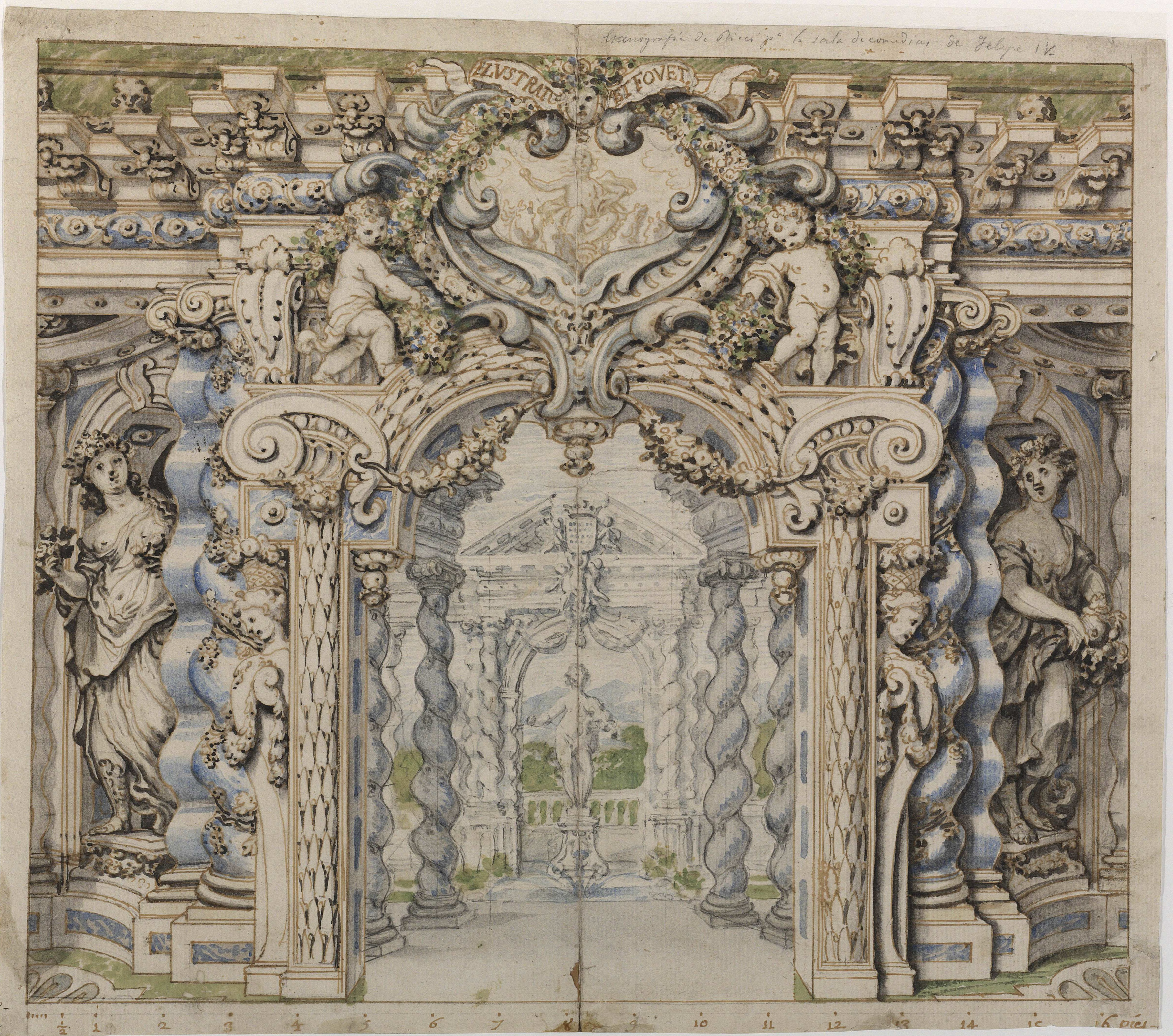
Decoración teatral, lápiz negro, pluma, tinta parda y aguadas de colores sobre papel verjurado grueso amarillento, hoja de 354 x 400 mm, Madrid, Biblioteca Nacional de España. Decoración teatral en torno a Apolo, con la inscripción «illvstrate et fovet».

Progresando al mismo tiempo como pintor al servicio de la Corona, en 1649 comenzó su colaboración en las tramoyas para las representaciones teatrales del Buen Retiro, de las que llegaría a ser director a la muerte de Baccio del Bianco, siendo en este orden, según Palomino, «grandísimo arquitecto y perspectivo». Mucho menos favorable es el juicio de un escritor ilustrado como Ceán Bermúdez, que le reprochaba preferir la facilidad a la corrección en el dibujo y condenaba en la persona de Rizi y en las trazas de sus escenografías toda la aparatosidad barroca de una corte de «poetas improvisantes» y «talentos arrebatados»:

Son incalculables los males que sufrió la arquitectura con sus trazas caprichosas y con sus ridículos adornos. El teatro del Buenretiro, colocado en el centro de la corte, era un exemplo demasiado autorizado que no podían dexar de imitar la moda, la adulación y la ignorancia, por lo que se difundió en poco tiempo por toda España la corrupción y el mal gusto en la arquitectura.

Las entradas reales iban a proporcionarle nuevas oportunidades de trabajo en demostraciones públicas al servicio de la corte. El mismo año en que comenzó a trabajar para el Coliseo del Buen Retiro se encargó junto con Alonso Cano, Pedro de la Torre y Sebastián Herrera Barnuevo, entre otros, de las decoraciones efímeras de arcos triunfales y ornatos callejeros levantados con ocasión de la entrada de la reina Mariana de Austria en Madrid. Una descripción de los festejos y sus decorados se ha conservado en la Noticia del Recibimiento i Entrada de la Reyna Nuestra Señora doña María-Ana de Austria en la Muy noble i leal coronada villa de Madrid, relación festiva atribuida a Lorenzo Ramírez de Prado, editada en Madrid en 1650 con bello grabado calcográfico de portada en el que se muestra a Himeneo conducido por Mercurio y sobre ambos la Fama haciendo sonar dos trompetas, firmado por Rizi como autor del dibujo, Prado, que lo es de la invención, y Pedro de Villafranca como grabador. Partiendo del Buen Retiro, donde se abrió una nueva puerta con tres alegorías de virtudes y una gran estatua en la que se representaba la Alegría, la comitiva se encontraba en la fuente del Olivo del Prado con un Parnaso en el que nueve poetas españoles de todos los tiempos cantaban las virtudes de la reina acompañados por sus musas, representadas por doncellas vivas con instrumentos musicales, y en su recorrido hasta el viejo Alcázar atravesaba cuatro grandes arcos que representaban las cuatro partes del mundo —hasta donde alcanzaba el poder del rey— asociadas a los cuatro elementos. Finalmente, a las puertas de palacio, dos estatuas representaban como en la portada de la relación festiva a Himeneo, dios de las bodas, y a Mercurio, el mensajero de los dioses encargado de conducir a la reina a sus esponsales con Felipe IV. De este complejo aparato decorativo tan solo se conservan dos dibujos de Francisco Rizi en la Biblioteca Nacional de España: Colón de rodillas ante el rey Fernando el Católico ofreciéndole las nuevas tierras descubiertas en compañía de Hércules y de Baco, héroes civilizadores, dibujo preparatorio para una de las pinturas que adornaron el arco levantado a la altura de la iglesia de Santa María, dedicado a América, en el que para el retrato del rey Fernando, según la relación de Lorenzo Ramírez de Prado, se habría servido «de un original de Alberto Durero», y el modelo para la estatua de Himeneo, levantada sobre un pedestal en el que figuraban pintados el Manzanares representado como anciano recostado ante una esbozada vista de Madrid y los signos de Piscis y Sagitario.

### Pintor de la catedral de Toledo

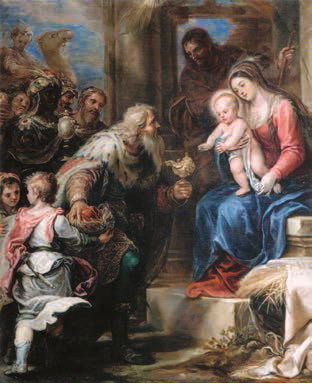
Adoración de los Reyes, óleo sobre lienzo, 168 x 147 cm, Toledo, Catedral. Firmado: «Franc^{us} Rizzi F. /1645».

Su prestigio como pintor de grandes composiciones religiosas le valió ser nombrado en junio de 1653 pintor oficial de la Catedral de Toledo en la vacante dejada por un actualmente desconocido pintor llamado Antonio Rubio. Firmado el mismo año del nombramiento oficial está el gran cuadro de la Bendición de la catedral de Toledo por el obispo don Rodrigo Jiménez de Rada, o pintura de la dedicación de la Iglesia como lo llaman antiguos inventarios, destinado a la capilla del Sagrario cuyas pinturas, ejecutadas en 1616 por Vicente Carducho y Eugenio Cajés, se encargó al mismo tiempo de reparar y retocar. Para el retablo de San Sebastián en la capilla del Sepulcro, con la posible colaboración de su discípulo Juan Antonio Escalante, proporcionó los dos pequeños óleos del Bautista y la Matanza de los Inocentes, por los que cobró 1100 reales el 22 de agosto de 1662. Aunque se trata de obras menores, la ligereza de la pincelada y la violencia de los escorzos en el lienzo de la Matanza de los Inocentes evocan la pintura de Tintoretto y, en concreto, de El rapto de Helena (Museo del Prado) del que podría haber tomado algunas de sus figuras. El mismo año está firmado con el título de pintor del rey el Calvario del Ayuntamiento de Madrid, citado ya por Palomino en la Casa de la Villa, en el que el venecianismo del color se superpone a modelos manieristas reformados con el Calvario de Scipione Pulzone en Santa Maria in Vallicella de Roma como punto de partida. Como pintor de la catedral hizo el retrato póstumo del cardenal Mosocoso para la sala Capitular (1666) y se encargó junto con Juan Carreño de Miranda de las desaparecidas decoraciones murales y al fresco del Ochavo, o capilla del relicario, ejecutadas entre 1665 y 1671, y las parcialmente conservadas del camarín de la Virgen del Sagrario, concluidas en 1667 y por las que cobraron el 24 de mayo 4500 ducados. En solitario se hizo cargo en 1668 de la pintura del monumento de Semana Santa, que Palomino pondera por la invención de los motivos alusivos al misterio, pues Rizi, decía, fue «muy  erudito, especialmente en letras humanas; y así sus obras, e inventivas fueron siempre muy bien fundadas». Concluidas en 1669, los pagos se alargaron hasta 1672 por algunas diferencias surgidas en la interpretación de los contratos. En 1671 se encargó de las decoraciones efímeras con las que la catedral toledana celebró la canonización de Fernando III el Santo, de las que se conserva la tela que representa a San Fernando colocando la primera piedra de la catedral.
Su vinculación al cabildo le proporcionó otros encargos de envergadura en iglesias del arzobispado como las pinturas del retablo mayor de la parroquial de Santo Tomás Apóstol de Orgaz, contratado en 1656, que resultó destruido en la Guerra Civil, el muy dañado Santiago a caballo pintado en 1670 para el retablo mayor del monasterio de Uclés, por el que según Ceán le pagaron 10 ducados y 600 reales de guantes, y la también destruida en la Guerra Civil Traslación de la Magdalena, óleo de más de ocho metros de alto por cuatro de ancho que se encontraba en la iglesia parroquial de Burguillos de Toledo, firmado como pintor del rey en 1675.

### Pintor del rey

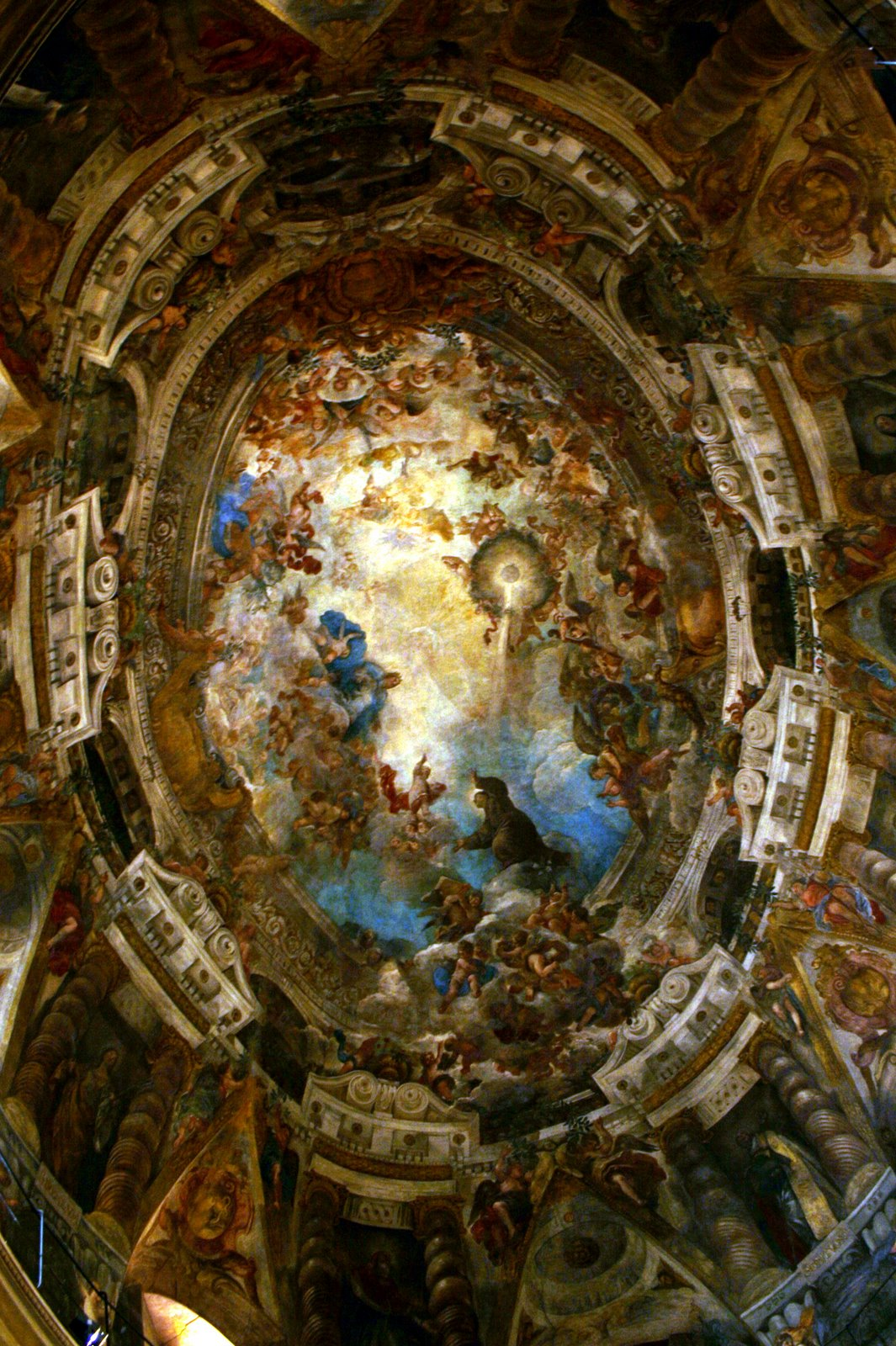
Bóveda de la iglesia de San Antonio de los Alemanes pintada en colaboración con Carreño y retocada años después por Luca Giordano. A Rizi habrían correspondido los elementos arquitectónicos y decorativos, encargándose Carreño de las figuras y lo historiado, aunque los dibujos preparatorios conservados indican que Rizi pudo participar también en la invención de los asuntos.

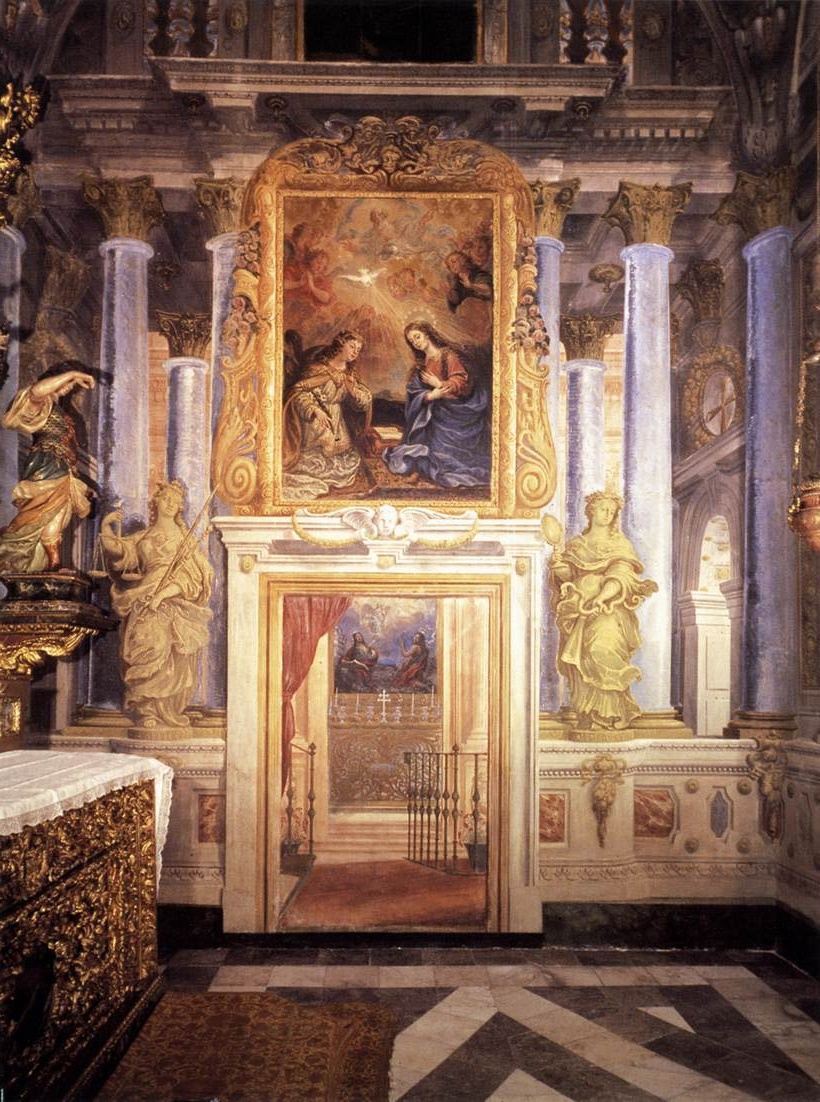
Capilla del Milagro en el Monasterio de las Descalzas Reales.

En junio de 1655 fue nombrado pintor del rey, aunque el título no iba a suponer de momento cambio alguno en su actividad, centrada, en su relación con la Corte, en los decorados para las funciones teatrales. El mismo año da por terminadas la Adoración de los pastores y la Anunciación, de cálidos colores, pintadas para el retablo mayor de la catedral de Plasencia, y se fecha el retablo de la parroquial de Fuente el Saz (Madrid), con su calle central ocupada por el gran lienzo del Martirio de San Pedro tratado con pincelada libre, rico colorido y brioso dinamismo con el que se pone de manifiesto de nuevo su conocimiento de la pintura de Rubens junto con las influencias de Veronés y de Tintoretto. Para la Compañía de Jesús, con la que mantuvo una estrecha y continuada relación, pintó hacia 1658 los retablos colaterales de la iglesia del Colegio Imperial de Madrid (hoy colegiata de san Isidro), de los que únicamente se conserva parcialmente el dedicado a la conversión de san Francisco de Borja, en el que vuelven a ponerse de manifiesto las citadas influencias. También de 1658 es el San Jerónimo pintado para el monasterio del Parral en Segovia. Algunos retablos más, desaparecidos o mudados de lugar, son mencionados por Palomino, acreditándose con ello la fecundidad del pintor; así, el Santiago a caballo que ocupaba el altar de la parroquial del mismo nombre en Madrid (hoy en la iglesia de Santiago); los dos grandes lienzos de la vida de San Isidro Labrador contratados junto con Carreño en 1662 para la capilla de San Isidro en la parroquia de San Andrés, acabados en 1668 y lamentablemente destruidos en 1936, al inicio de la Guerra Civil, el de la Prisión de San Pedro de la iglesia parroquial de San Pedro ad vincula en la Villa de Vallecas, fechado en 1669 y conservado en su lugar, o el mayor de la iglesia de San Ginés de Arlés, retocado por José Jiménez Donoso, lienzo de compleja composición con su insistencia en los elementos arquitectónicos, del que solo se conserva en la propia iglesia el boceto, firmado y fechado en 1671, tras resultar destruido el presbiterio a causa de un incendio en 1824.
Junto con Carreño y bajo la supervisión de Velázquez, trabajó en 1659 en la decoración del Salón de los Espejos del Alcázar, donde se acordó representar la historia de Pandora. A Rizi correspondió la pintura del momento en que Júpiter entrega a Pandora un «riquísimo vaso de oro» y a esta ofreciendo el mismo vaso a Prometeo, que lo rechaza, además de los cuatro medallones en oro fingido de las esquinas. Allí, además de tener la oportunidad de ver trabajar a Velázquez, entró en contacto con el sistema de la quadratura y las arquitecturas fingidas de los fresquistas italianos Agostino Mitelli y Angelo Michele Colonna, que tuvieron a su cargo parte de las pinturas de este techo. Su aprovechamiento en este género de pintura se pondría inmediatamente de manifiesto en la decoración de la bóveda del presbiterio, cúpula y pechinas de la iglesia del convento de San Plácido de Madrid, en la que abundan roleos, guirnaldas decorativas y paños sostenidos por angelotes; poco más tarde, en colaboración de nuevo con Carreño, pintó del mismo modo las bóvedas del desaparecido camarín de la Virgen de Atocha (1663), las más alabadas por los cronistas, las de la iglesia de Santo Tomás, también perdidas, y la cúpula oval de la iglesia de San Antonio de los Portugueses (actualmente de los alemanes), proyectada por Colonna, en la que trabajaron Rizi y Carreño entre 1663 y 1665, por un valor total de 61.730 reales según las cartas de pago.
Tras serle denegada en 1669 la plaza de conserje de El Escorial que había solicitado —otorgada a Sebastián Herrera Barnuevo— y el nombramiento de Carreño como pintor de cámara en 1671, postergado y dolido, Rizi se distanció de la Corte. El volumen de su trabajo, con todo, no decayó, centrado ahora en sus obligaciones con la catedral de Toledo, al tiempo que se multiplicaban los trabajos para fuera de Madrid: retablos del convento de San José de Ávila, de los carmelitas de Alba de Tormes —retablo de San Juan de la Cruz, fechado en 1674—, de las capuchinas de Plasencia y de las Gaitanas de Toledo (1680) para el que proporcionó un cuadro de altar de casi ocho metros de altura con el tema de la Inmaculada acompañada por los arcángeles, san Joaquín y santa Ana, así como el gran lienzo del Martirio de santa Leocadia que Palomino llama «célebre» (Museo del Prado), destinado al altar de los capuchinos de Toledo y del que existe dibujo preparatorio en el Louvre, o el desaparecido en circunstancias no aclaradas altar del Colegio de la Compañía de Jesús de Oropesa, dedicado a la Lactación de san Bernardo con gran acompañamiento de santos y numerosos ángeles en gloria. Para la iglesia del Colegio Imperial, que ya contaba con algunas pinturas suyas, pintó entre 1674 y 1675 dos obras más de grandes proporciones: Cristo ante Caifás y Camino del Calvario, destinadas a uno de los más interesantes conjuntos barrocos de Madrid: la capilla del Santo Cristo, conservada con algunas alteraciones, en cuya decoración participaron también Dionisio Mantuano y Claudio Coello.
Su frustración por los honores no alcanzados se pone de manifiesto en un memorial dirigido a la reina Mariana de Austria en 1673, en el que enumeraba sus trabajos para palacio como más antiguo pintor del rey y se dolía de que se le tuviera arrinconado, sin que se le encomendase obra y «sin poder mostrar su celo a todo lo que sea de su mayor gusto». Como compensación quizá, aunque menguada, la reina madre le otorgó en 1675 una ración ordinaria, «por vía de limosna», y en 1677 la plaza de ayuda de la furriera que ya ostentaba Carreño. Mayor importancia tuvo el encargo recibido en 1678 de decorar al temple y al fresco la Capilla del Milagro del Monasterio de las Descalzas Reales, fundación de Juan José de Austria, recién ascendido al poder, donde contó con la colaboración de Dionisio Mantuano. Compuesta por dos estancias, la capilla está ricamente decorada con falsas perspectivas, arquitecturas fingidas y abundancia de guirnaldas, flores y frutas, combinadas con elementos figurativos, significando el triunfo definitivo de las decoraciones ilusionistas. 
Inmediatamente después de contraer matrimonio Carlos II con María Luisa de Orleans, su primera esposa, pintó Rizi y donó al Ayuntamiento de Toledo a comienzos de 1680 los retratos ecuestres de los esposos. Falto de las cualidades de retratista de Carreño, a quien sin embargo estuvieron atribuidos hasta la localización del documento de donación, se trata sin género de duda de dos obras menores y de mediocre calidad, incluso dentro de la escasa producción retratística de Rizi, en la que destaca por lo excepcional de su asunto y la vivacidad del personaje retratado el Zorrero del rey de la casa de Alba, que fue propiedad de Luis Méndez de Haro y Guzmán, marqués del Carpio, en cuyo inventario se describía como «un lobero, con una raposa debajo del pie izquierdo, original de Rizi».

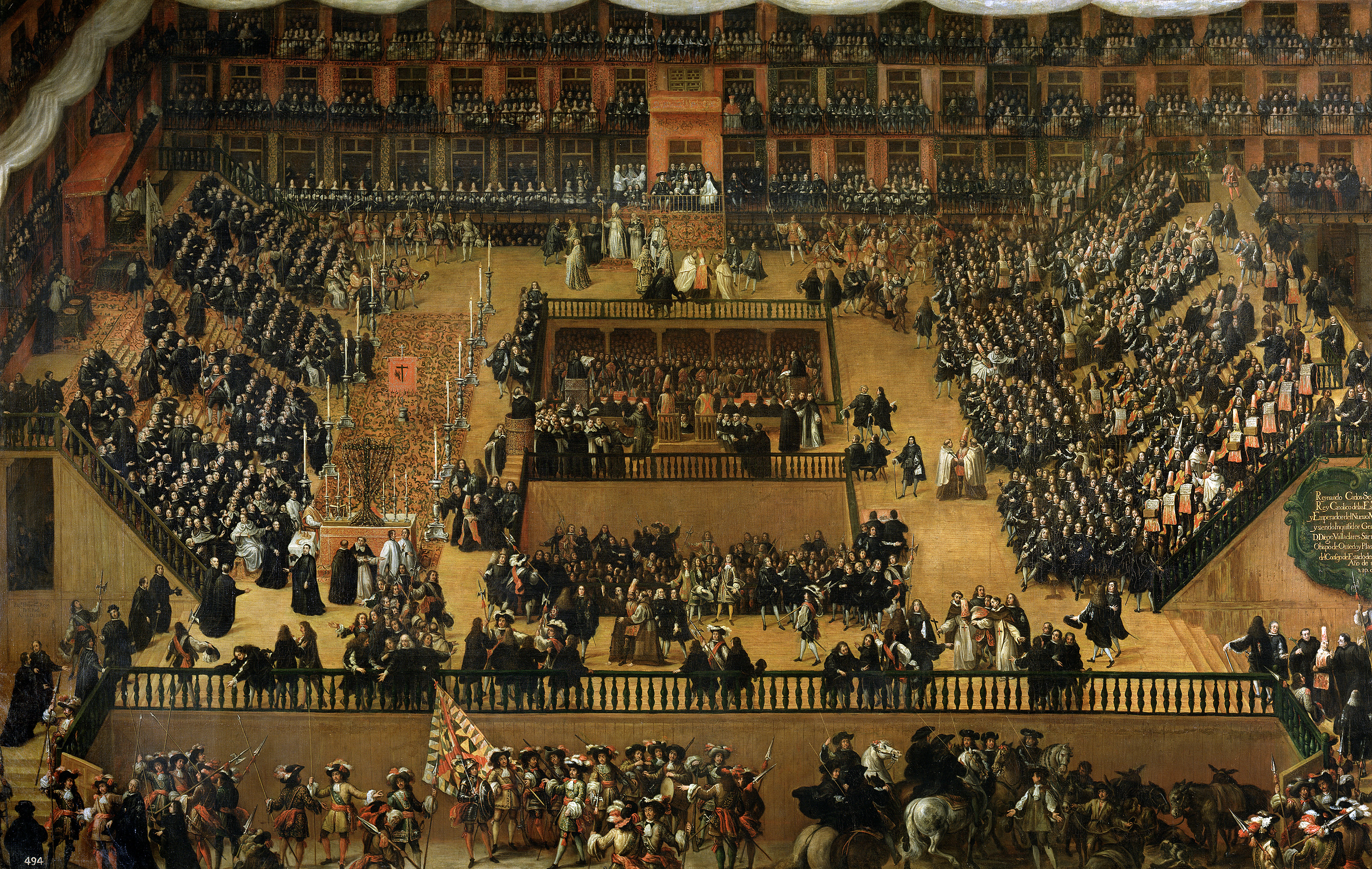
Auto de fe en la Plaza Mayor de Madrid, 1683, óleo sobre lienzo, 277 x 438 cm, Madrid, Museo del Prado.

Casi al final de su carrera el Consejo de la Inquisición le encargó la pintura del solemne auto de fe celebrado en la Plaza Mayor de Madrid el 30 de junio de 1680, del que dejó un relato detallado el arquitecto José del Olmo editado por Roque Rico de Miranda el mismo año de su celebración, ilustrado con un grabado de Gregorio Fosman. Firmado y fechado en 1683, el lienzo de Rizi, conservado en el Museo Nacional del Prado, ofrece notable interés histórico como testimonio del último auto solemne de fe celebrado en Madrid en el siglo XVII, en el que fueron penitenciados 137 reos enviados desde todos los tribunales de España para darle mayor realce, diecinueve sentenciados a la hoguera en persona como judaizantes todos ellos excepto uno acusado de mahometizar, y otros 32 en efigie como fugitivos o por haber fallecido con anterioridad a la celebración del auto al que asistió desde un balcón de la Casa de la Panadería el rey Carlos II. Antonio Ponz, que vio el cuadro en el palacio del Buen Retiro, comentó de él:  

Se ve, asimismo, un Auto de Fe de los que se hacían en la Plaza mayor de Madrid, pintura de Francisco Rizi, y es digno de conservarse, porque ninguno de los que viven han visto semejante espectáculo.

En sus últimos años, a la vez que continuaba trabajando para los jesuitas (según Palomino, la última obra que acabó fue un San Francisco de Borja para el ático del retablo de la Casa Profesa de Madrid), parece haber recuperado el favor real. De este momento podría ser el lienzo del Socorro de Viena que se menciona inacabado en un inventario del Alcázar de 1684 y en mayo de 1685 viajó a El Escorial para encargarse de las trazas en bronce y mármol del retablo y camarín de la Sagrada Forma de Gorkum en la sacristía del monasterio, «único lunar de arquitectura que hay en aquel monasterio», según Ceán, siempre crítico con el trabajo de Rizi. Allí le sorprendió la muerte dejando solo bosquejado el lienzo de la Adoración de la Sagrada Forma por Carlos II, que hubo de ser pintado finalmente por Claudio Coello.
En su testamento, fechado el mismo día de su muerte, el 2 de agosto de 1685, viudo y sin hijos, dejaba por heredera a su alma y por testamentarios a su cuñada Ana de Ayala y a su discípulo Isidoro Arredondo, a quien legaba «todos los papeles de dibujos [y] libros tocantes a la pintura y escultura y Arquitectura», muy abundantes según Palomino que, afirmaba, «solo de borroncillos, dibujos y trazas [...] no tenían número ni precio». Según el inventario de sus bienes, con algunos vestidos «ricos» y muebles, tenía un retrato y «algún país de tercia» pintados por Velázquez, un paisaje del Greco, copias de Tiziano, Veronés, Tintoretto y Orrente, bodegones, floreros, retratos y obras de devoción entre ellas algunos santos jesuitas y varias Vírgenes, del Sagrario, de Atocha y de la Almudena; libros devotos, los Emblemas de Alciato y de Sebastián de Covarrubias, la Historia del padre Juan de Mariana, los Elementos de Euclides, la Aritmética de Juan Pérez de Moya, y obras de Ovidio y de Francisco de Quevedo entre otros que acreditarían la condición de pintor erudito en letras humanas y sagradas que le atribuyó Palomino.

## Discípulos
Tuvo como discípulos, entre otros apenas conocidos, como el pintor de flores Juan Valdemira de León, a algunos de los más destacados pintores de la escuela madrileña de la segunda mitad del siglo. El primero de ellos, y de los más aventajados según Palomino, hubo de ser Diego González de la Vega, quien según Pérez Sánchez combina la influencia de Rizi con la de Francisco Camilo. Discípulo y estrecho colaborador en algunas de las obras toledanas fue Escalante, prematuramente fallecido, a quien se podrían atribuir algunas de las obras asignadas a Rizi. Más compleja debió de ser la relación con José Antolínez, quien según cuenta Palomino desdeñaba a los pintores de paramentos, como llamaba a los pintores al temple de escenarios teatrales, a los que se dedicaba su maestro como director de las representaciones teatrales del Buen Retiro. Como discípulos en estas tareas se cuentan Vicente Benavides, Juan Vicente Ribera y Juan Fernández de Laredo. Claudio Coello permaneció muchos años en el taller de Rizi, incluso después de completar su aprendizaje y trabajando como pintor independiente. De sus años de aprendizaje cuenta Palomino que con frecuencia su maestro lo encontraba dibujando en horas desusadas,

y decía Rizi: Estos sí, que son los verdaderos genios, y que dan seguras esperanzas de aprovechar. Aquellos que es menester reñirles, porque se ponen ahora a dibujar. No aquellos, a quien es menester aguijonearles, para que dibujen. ¡Sentencia digna de observación!

Último discípulo fue Isidoro Arredondo, casado con una ahijada de Rizi y heredero de sus papeles de dibujo y arquitectura. Cuenta Palomino de su cercanía a Rizi y de la protección que le otorgaba que «la primera noticia, que tuvimos de que tal pintor había en el mundo, fue haberle hecho merced de su Pintor el señor Carlos Segundo, y con el goce, y gajes desde luego».